# فايرمان جيم فلين
فايرمان جيم فلين (بالإنجليزية: Fireman Jim Flynn)‏ مواليد 24 ديسمبر 1879 في نيوجيرسي - الوفاة 12 أبريل 1935، كان ملاكم محترف أمريكي صنّف ضمن فئة الوزن الثقيل.

## إحصائيات
خاض خلال مسيرته 123 نزالا، فاز في 47 وتعادل في 20 وخسر في 53. فاز بالضربة القاضية في 33 نزالا.

## روابط خارجية
- فايرمان جيم فلين على موقع بوكس ريك (الإنجليزية) (registration required)